# Klaus Vondrovec
Klaus Vondrovec (* 1976 in Krems) ist ein österreichischer Numismatiker und Kurator am Münzkabinett des Kunsthistorischen Museum in Wien. Sein Forschungsschwerpunkt widmet sich der Geldzirkulation in Österreich zur Römerzeit sowie der Münzprägung der sogenannten Iranischen Hunnen.

## Werdegang
Nach einem Studium der Numismatik und Klassischen Archäologie an der Universität Wien wurde er dort nach seiner Diplomarbeit mit einer Dissertation zu antiken Fundmünzen von Ovilavis (Wels) und Carnuntum promoviert. Seine Forschungen fanden im Rahmen des Langzeitprojektes Die Fundmünzen der römischen Zeit in Österreich der Österreichischen Akademie der Wissenschaften (Wien) statt. 2016 habilitierte er sich an der Universität Wien im Fach Numismatik und Geldgeschichte mit der Schrift Coinage of the Iranian Huns and their Sucessors from Bactria to Gandhara from 4th to 8th century. Seit 2004 lehrt er an der Universität Wien und führt Bestimmungsübungen und Vorlesungen zur antiken Numismatik durch. 2008 wurde er zum Kustos für antike Münzen an das Münzkabinett des Kunsthistorischen Museums in Wien berufen. Seit 2021 ist Vondrovec Direktor des Münzkabinetts im Kunsthistorischen Museum Wien. 2021 gelang Vondrovec der Ankauf der bedeutenden Sammlung Lindpaintner für das Münzkabinett mit rund 1.700 Münzen aus dem antiken Orient vom 1. bis zum 8. Jahrhundert, darunter über 100 Goldmünzen der Kushan.
Vondrovec widmet sich insbesondere der Vermehrung und Digitalisierung der Sammlungsbestände und der Kuratierung von Sonderausstellungen.

## Ehrungen und Auszeichnungen
- 2011: Kraay Travel Scholarship in Oxford
- 2016: Visiting Scholar beim Eric P. Newman Graduate Seminar der American Numismatic Society in New York

## Publikationen
- mit Renate Miglbauer: Die antiken Fundmünzen aus Ovilavis/Wels (= Die Fundmünzen der römischen Zeit in Österreich; Abteilung 4, Band 1; = Österreichische Akademie der Wissenschaften. Philosophisch-Historische Klasse: Denkschriften Band 311; = Österreichische Akademie der Wissenschaften. Numismatische Kommission: Veröffentlichungen der Numismatischen Kommission Band 39; = Gesellschaft für Landeskunde: Schriftenreihe Band 1). Verlag der Österreichischen Akademie der Wissenschaften, Wien 2003, ISBN 978-3-7001-3152-6.
- Gesamtdarstellung und Auswertung des antiken Fundmünzenmaterials im Museum Carnuntinum. In: Michael Alram – Franziska Schmidt-Dick (Hrsg.): umismata Carnuntina – Forschungen und Material. (= Denkschriften der phil.-hist. Klasse 353 = Die Fundmünzen der Römischen Zeit in Österreich Band III, 2 = Veröffentlichungen der Numismatischen Kommission 44). Verlag der Österreichischen Akademie der Wissenschaften, Wien 2007, S. 55–340.
- Coinage of the Iranian Huns and their Successors from Bactria to Gandhara (4th to 8th century CE) (= Denkschriften der phil.-hist. Klasse 471 = Studies in the Aman ur Rahman Collection 4 = Veröffentlichungen zur Numismatik 59). Verlag der Österreichischen Akademie der Wissenschaften, Wien 2014.